# Nižné Matejkovo
Nižné Matejkovo je údolí ve východní části pohoří Velké Fatry na Slovensku. V blízkosti se nachází údolí zvané Vyšné Matejkovo.

## Přístupnost
Turistická značená trasa 0857 (prochází údolím).